# Федорович, Джон
Джон Питер Федорович (англ. John Peter Fedorowicz; 27 сентября 1958, Нью-Йорк) — американский шахматист, гроссмейстер (1986).
В составе национальной сборной участник 2-х олимпиад (1986 и 1990).
Лучшие результаты в международных турнирах: Нью-Йорк (1976) — 2—3-е, 1978 — 3—8-е, 1980 — 2—3-е и 1—2-е, 1981 — 3—4-е, 1982 (март) — 3—5-е (46 участников), 1982 (апрель) — 1—2-е, 1986 — 3—6-е, 1987 — 3—8-е; Салоники и Рамсгит (1981) — 1-е; Лондон (1982; побочный турнир) — 1—2-е, 1987 — 3—6-е; Гавана (1984) и Гастингс (1984/1985) — 2—5-е; Гавана (1985) — 3—5-е; Дортмунд (1986) — 2—4-е; Филадельфия (1986) — 2—7-е; Клиши (1987) — 4-е; Канн (1987) — 1—2-е; Сезимбра (1987) — 1-е места.

## Изменения рейтинга
| Графики недоступны из-за технических проблем. См. информацию на Фабрикаторе и на mediawiki.org. |